# Kayla Cross
Kayla Cross (* 21. März 2005 in London, Ontario) ist eine kanadische Tennisspielerin.

## Karriere
Cross begann mit dem Tennisspielen im Alter von sechs Jahren im London Hunt and Country Club in ihrer Geburts- und Heimatstadt London (Ontario). Sie spielt vor allem auf der ITF Women’s World Tennis Tour, wo sie bislang zwei Turniersiege im Einzel und acht im Doppel erringen konnte.
Bei den Wimbledon Championships 2021 qualifizierte sie sich für das Hauptfeld im Juniorinneneinzel. In ihrer Erstrundenbegegnung gegen Linda Fruhvirtová musste sie beim Stand von 7:5 und 1:4 verletzungsbedingt aufgeben. Im Juniorinnendoppel trat sie mit Partnerin Annabelle Xu an; die beiden verloren ihre Auftaktpartie gegen Mara Guth und Julia Middendorf mit 6:2, 4:6 und [6:10]. Im August 2021 erhielt sie eine Wildcard für die Qualifikation im Dameneinzel der National Bank Open 2021, ihrem ersten Turnier der WTA Tour.

## Turniersiege

### Einzel
| Nr. | Datum           | Turnier   | Kategorie | Belag     | Finalgegnerin | Ergebnis      |
| --- | --------------- | --------- | --------- | --------- | ------------- | ------------- |
| 1.  | 25. August 2024 | Saskatoon | ITF W35   | Hartplatz | Mia Kupres    | 4:6, 6:4, 6:4 |
| 2.  | 1. März 2025    | Arcadia   | ITF W35   | Hartplatz | Iva Jovic     | 6:2, 7:66     |

### Doppel
| Nr. | Datum              | Turnier       | Kategorie | Belag             | Partnerin           | Finalgegnerinnen                       | Ergebnis           |
| --- | ------------------ | ------------- | --------- | ----------------- | ------------------- | -------------------------------------- | ------------------ |
| 1.  | 23. Juli 2022      | Saskatoon     | ITF W25   | Hartplatz         | Marina Stakusic     | Kendra Bunch Katarina Kozarov          | 6:3, 7:64          |
| 2.  | 4. November 2023   | Edmonton      | ITF W25   | Hartplatz (Halle) | Liv Hovde           | Allura Zamarripa Maribella Zamarripa   | 4:6, 6:4, [10:7]   |
| 3.  | 18. Mai 2024       | Bethany Beach | ITF W35   | Sand              | Jaeda Daniel        | Ashton Bowers Mia Yamakita             | 7:63, 7:62         |
| 4.  | 7. September 2024  | Punta Cana    | ITF W35   | Sand              | Ariana Arseneault   | Margaux Maquet María Martínez Vaquero  | 6:4, 7:65          |
| 5.  | 14. September 2024 | Punta Cana    | ITF W35   | Sand              | Ariana Arseneault   | Schibek Qulambajewa Sahaja Yamalapalli | 6:1, 5:7, [10:8]   |
| 6.  | 12. Oktober 2024   | Edmonton      | ITF W35   | Hartplatz (Halle) | Maribella Zamarripa | Jessica Failla Anna Rogers             | 6:3, 6:1           |
| 7.  | 19. Oktober 2024   | Calgary       | ITF W75+H | Hartplatz (Halle) | Maribella Zamarripa | Robin Anderson Dalayna Hewitt          | 63:7, 7:5, [12:10] |
| 8.  | 10. November 2024  | Miami         | ITF W35   | Hartplatz         | Anna Rogers         | Aya El Aouni Olivia Lincer             | 6:1, 6:4           |